# Station Teuge
Station Teuge is een voormalig spoorwegstation in Nederland, aan de spoorlijn Apeldoorn - Deventer. Het station werd geopend op 21 november 1887 en gesloten op 15 mei 1935.

## Stationsgebouw
Het stationsgebouw dateert van het jaar 1886 en was een verkorte uitvoering van stationstype "Beekbergen". In 1895 werd het station uitgebreid met extra verdieping, met daarboven een zolder. In 1916 werd aan de rechterzijde een wachtkamer bijgebouwd met daarboven en boven de helft van het station een woning, zoals Standaardtype GOLS (groot). In 1907 werd er een baanwachterswoning gebouwd.
In 1934 kwamen er al plannen bij de Nederlandse Spoorwegen om wegens bezuinigingen het station te sluiten. Vanwege de aanvoer van goederen werd destijds het station nog behouden. Een jaar later, in 1935, werd het station alsnog gesloten voor personenvervoer. In 1937 stopte de NS ook met het goederenvervoer naar Teuge. In 1950 werd het stationsgebouw gesloopt. Alleen de baanwachterswoning bleef staan. Na jaren van verval werd dit gebouw vanaf 1999 opgeknapt en het is sindsdien weer bewoond.

## Ongeval
Op 13 augustus 1912 gebeurde er een ongeval op het station. Hierbij werd een inwoner van Raalte dodelijk overreden door een trein.